# ایرلند شمالی
ایرلند شمالی (به انگلیسی: Northern Ireland، به ایرلندی: Tuaisceart Éireann) از سرزمین‌های بریتانیا است که در شمال شرقی جزیره ایرلند واقع شده است.
این سرزمین به همراه انگلستان، اسکاتلند و ولز، کشور بریتانیا را تشکیل می‌دهند. ایرلند شمالی در زمان‌های گوناگون، معمولاً به عنوان یک کشور، استان، منطقه یا بخشی از بریتانیا توصیف شده که البته این امر، تحت شرایط خاصی است.
ایرلند شمالی از نظر سیاسی دارای یک پارلمان واگذار شده با ۹۰ کرسی است. اما مردم آن در انتخابات‌ها و همه‌پرسی‌های سراسری بریتانیا نیز شرکت می‌کنند. پارلمان ایرلند شمالی در محلی به نام استورمونت در بلفاست قرار گرفته است. تشکیل پارلمان محلی و تشکیل دولت محلی در ایرلند شمالی نتیجه یک روند صلح طولانی‌مدت و سخت بود که در روزی موسوم به «جمعه نیک» به نتیجه رسید. این توافق سبب پایان یافتن دهه‌ها ستیز بین ملی‌گراها و سلطنت‌طلبان شد.

## نشان‌های ملی
از آنجا که ایرلند شمالی قسمتی از پادشاهی بریتانیا محسوب می‌شود، یکی از نشان‌های ملی آن پرچم یونیون جک است. این پرچم با درهم آمیختن صلیب سنت پاتریک پرچم ایرلند شمالی، صلیب سنت جورج پرچم انگلستان و صلیب سنت اندروز پرچم اسکاتلند طراحی شده است. یکی دیگر از نشان‌های ملی این کشور گل کتان است. 

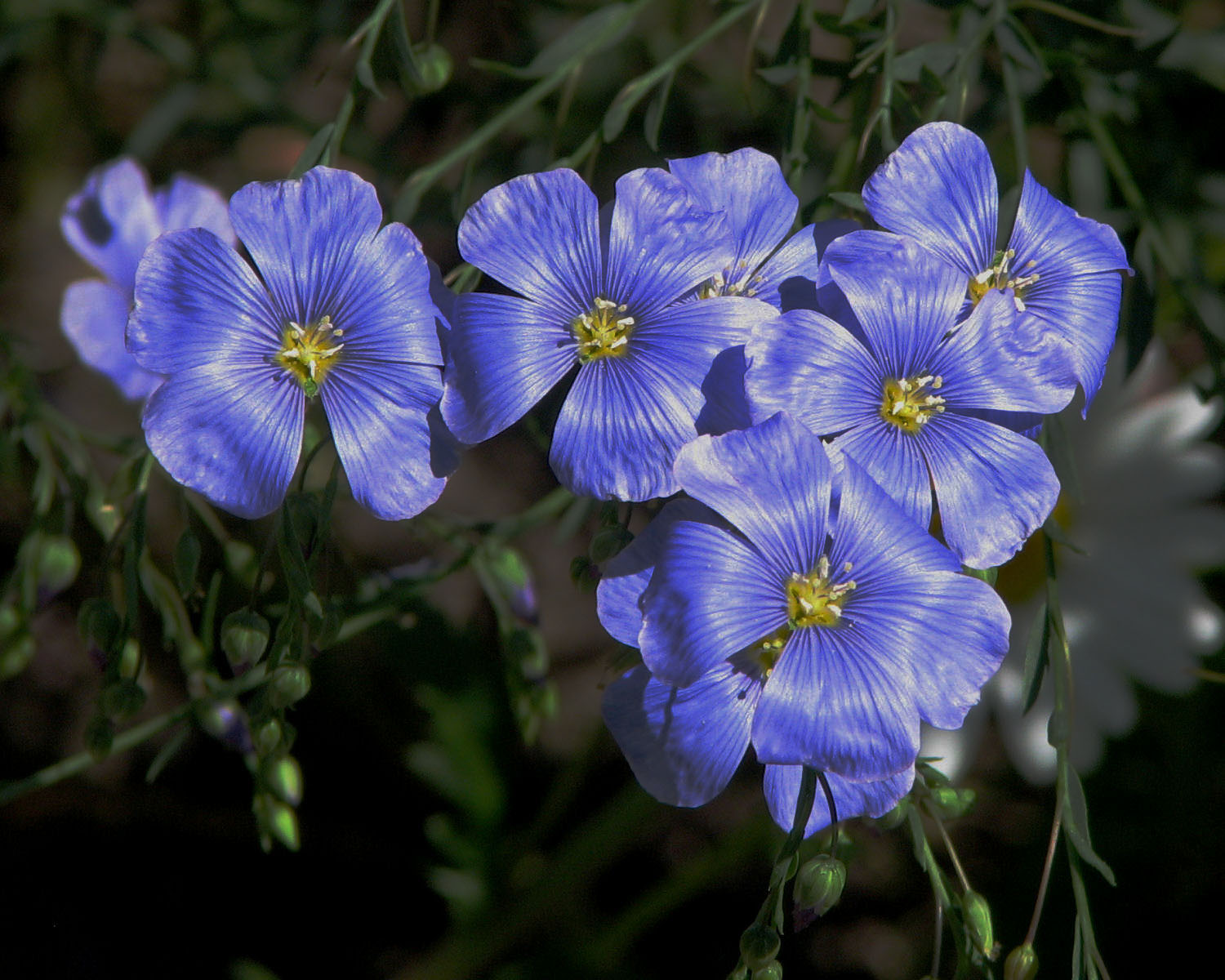
گل کتان یکی از نشانهای ملی ایرلند شمالی.

## جغرافیا
ایرلند شمالی در آخرین عصر یخبندان پوشیده از یخساری بزرگ بوده است که آثار آن امروزه در تپه‌های یخساری بزرگ فرمانگ و آنتریم که در نتیجه فعالیت یخچال‌های طبیعی پدید آمده‌اند دیده می‌شود.
رودخانه‌های بالادستی و پایین دستی بن و فویل سبب حاصلخیزی سرزمین‌های شمالی و شرقی ایرلند شمالی برای کشتکاری و کشاورزی شده‌اند. همچنین وجود تپه‌های فراوان در امتداد این دو رودخانه سبب ایجاد مأوای مناسب برای زندگی جانوران شده است. سرتاسر ایرلند شمالی دارای آب و هوای اقلیم اقیانوسی می‌باشد. میانگین دمای روزانه شهر بلفاست نزدیک به ۶٫۵ درجه سانتیگراد در ماه ژانویه و ۱۷٫۵ درجه سانتیگراد در ماه ژوئیه است. پایین‌ترین دمای ثبت شده در این کشور ۱۸٫۷− درجه سانتیگراد است که در ۲۳ دسامبر ۲۰۱۰ در شهرهای کاسلدرگ و کانتی تایرون ثبت شده است.

## سیاست

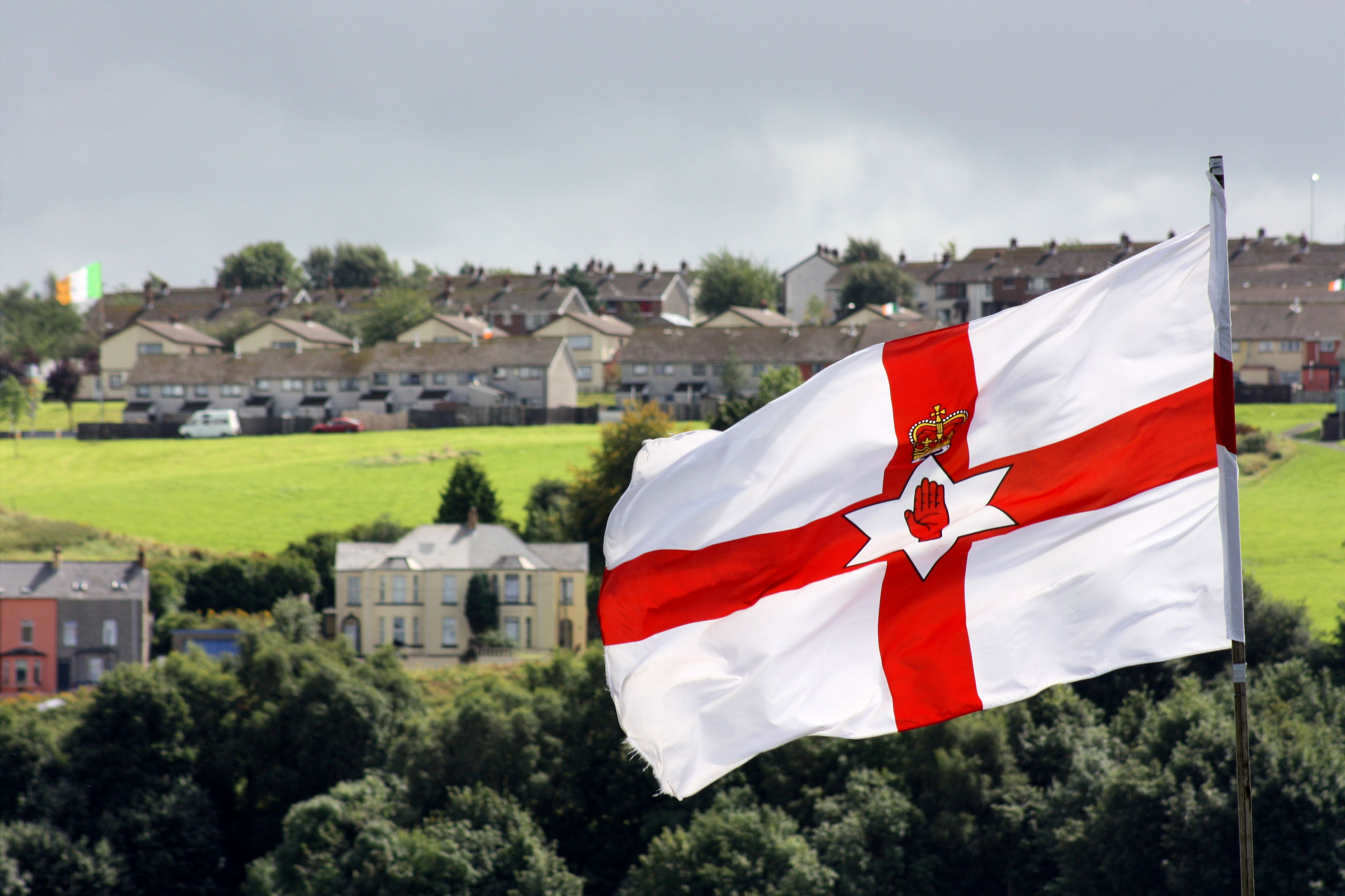
پرچم سابق کمیته اجرایی شورای خصوصی ایرلند شمالی، از ۱۹۵۳–۱۹۷۲. این پرچم از سال ۱۹۷۲ هیچ وضعیت رسمی نداشته است و به‌طور گسترده تنها به عنوان نماد یک جامعه در نظر گرفته می‌شود. نباید برای نشان دادن ایرلند شمالی امروزی از نظر جغرافیایی یا به عنوان یک نهاد سیاسی استفاده شود.

دو گروه بزرگ سیاسی در ایرلند شمالی عبارت‌اند از: ملی‌گراها و سلطنت طلب‌ها. ملی‌گراها خواهان جدایی این ناحیه از پادشاهی بریتانیا و یکپارچه شدن ایرلند هستند، در مقابل سلطنت طلب‌ها خواهان این هستند که ایرلند شمالی برای بقا و رشد اقتصادی همچنان بخشی از پادشاهی متحد بریتانیا باقی بماند.
آخرین مانع در راه سفر ملکه به ایرلند شمالی این بود که با وجود اهمیت تاریخی برقراری صلح بین دشمنان مسلح سابق در ایرلند شمالی که به ترک ارتش از این کشور نیز منجر شده بود، هنوز برای موافقت دولت بریتانیا با سفر رسمی ملکه به جمهوری ایرلند، یک مانع بزرگ حقوقی وجود داشت که دو ماده از قانون اساسی جمهوری ایرلند بود.
ماده ۲ قانون اساسی جمهوری ایرلند، مورخ ۱۹۳۷ میلادی: هر فردی که در جزیره ایرلند به دنیا آمده باشد دارای کلیه حقوق شهروندی جمهوری ایرلند است.
و ماده ۳ همین قانون، یکپارچگی جزیره ایرلند را خواسته مسلم ملت ایرلند دانسته و جامه عمل پوشاندن به آن را از راه تفاهم و دوستی، وظیفه حکومت و مردم جمهوری ایرلند شناخته بود.
از دیدگاه دولت بریتانیا، چنین تعهدی از سوی جمهوری ایرلند به منزله دخالت در امور داخلی پادشاهی متحد بود.
در طول مذاکرات محرمانه بین دولت بریتانیا و دولت جمهوری ایرلند با گروه‌های سیاسی و شبه نظامی فعال در ایرلند شمالی، دولت جمهوری ایرلند پذیرفت تا در ازاء دریافت حق رأی و رایزنی در کلیه تصمیمات سیاسی و اقتصادی مربوط به ایرلند شمالی، در متن دو ماده مورد بحث در قانون اساسی خود تجدید نظر کند.
این «ترمیم» در سال ۱۹۹۹ به این صورت انجام گرفت که «حق کامل شهروندی جمهوری ایرلند» به «حق شهروندی بخشی از ایرلند» تبدیل شد و مسئولیت کشور در قبال یکپارچه کردن جزیره ایرلند نیز به صورت «آرزوی یکپارچگی مردم ایرلند» درآمد و تأکید بر «در قالب یک کشور واحد» از آن حذف شد. به این ترتیب راه برای سفر ملکه بریتانیا هموار شد.

## تاریخ

نشان سلطنتی ایرلند شمالی

تاریخ ایرلند شمالی و تحولات آن را می‌توان بدین گونه لیست کرد.
- ۱۹۲۱: بخش جنوبی ایرلند اعلام دولت آزاد کرد که در پی این اعلام استقلال دو سال جنگ داخلی درگرفت، حال آن که شمالی‌ها همچنان به دولت بریتانیا وفادار ماندند.
- ۱۹۳۷: اعلام دولت مستقل ایرلند. ۲۶ منطقه در جنوب و غرب ایرلند اعلام استقلال کردند که تا ۱۲ سال توسط دولت بریتانیا به رسمیت شناخته نشد.
- ۱۹۶۲ ۱۹۵۵: حملات پراکنده ارتش جمهوری‌خواه ایرلند به مواضع دولت بریتانیا در انگلستان و ایرلند شمالی.
- ۱۹۶۹: اعزام ارتش بریتانیا به ایرلند شمالی
- ۱۹۷۲: ارتش بریتانیا در «جمعه خونین» ۱۳ معترض ایرلندی کاتولیک را کشت.
- ۱۹۷۹: ارتش جمهوری‌خواه ایرلند حملاتش را علیه چهره‌های سرشناس بریتانیا افزایش داد.
- ۱۹۸۱: ده زندانی ارتش جمهوری‌خواه ایرلند در اعتراض به وضعیت زندانیان سیاسی دست به اعتصاب غذا زدند و در پی این اعتصاب جان خود را از دست دادند.
- ۱۹۸۲: انتخابات مجلس ایرلند شمالی برگزار شد ولی کاتولیک‌ها این انتخابات را تحریم کردند.
- ۱۹۸۴: بمب‌گذاری توسط ارتش جمهوری‌خواه ایرلند در کنفرانس حزب محافظه کار انگلستان پنج کشته بر جای گذاشت.
- ۱۹۸۵: توافقنامه بین جمهوری ایرلند و انگلستان به دولت دوبلین قدرت مشاوره‌ای در ایرلند شمالی اعطا کرد.
- ۱۹۹۴: ارتش جمهوری‌خواه ایرلند اعلام آتش‌بس کرد. دولت بریتانیا اولین اجلاس علنی خود را با حزب سیاسی شن‌فن در عرض ۷۰ سال برگزار کرد.
- ۱۹۹۶: ارتش جمهوری‌خواه ایرلند به آتش‌بس خاتمه داد. مذاکرات چندجانبه دربارهٔ آینده ایرلند شمالی بدون حضور شین‌فن برگزار شد.
- ۱۹۹۷: «جری آدامز» و «مارتین مک‌گینس» در پارلمان بریتانیا صاحب کرسی شدند اما آن را نپذیرفتند. ارتش جمهوری‌خواه ایرلند صریحاً اعلام آتش‌بس کرد. دو حزب پروتستان در اعتراض به عدم تعهد IRA به خلع سلاح از مذاکرات کناره گرفتند.
- ۱۹۹۸: پس از انجام یک دوره طولانی مذاکرات، قرارداد صلح «جمعه نیک» به منظور پایان دادن به درگیری‌ها امضاء شد. انتخابات برای انتخاب یک شورای جدید برای ایرلند شمالی برگزار شد. رهبر حزب پروتستان «UUP» دیوید تیمبر به عنوان نخستین وزیر انتخاب شد. انفجار یک خودروی بمب‌گذاری شده در ایرلند شمالی منجر به کشته شدن ۲۹ نفر شد. این انفجار خونین‌ترین ناآرامی در ۳۰ سال گذشته پیش از این حادثه محسوب می‌شد که ارتش آزادی‌بخش، مسئولیت این انفجار را بر عهده گرفت.
- ۱۹۹۹: حکومت ۲۷ ساله لندن در ایرلند شمالی پایان یافت و یک دولت مستقل قدرت را در ایرلند شمالی در دست گرفت. کاتولیک‌ها و پروتستان‌ها در قدرت با یکدیگر شریک شدند.
- ۲۰۰۱: در پی خلع سلاح نشدن ارتش آزادی‌بخش، دیوید تیمبر از سمت خود استعفاء داد. وی پس از آنکه ارتش آزادی‌بخش تاحدودی خلع سلاح شد، مجدداً انتخاب شد.
- ۲۰۰۳: انتخابات شورا موجب افزایش تندروی‌ها شد و رادیکالیسم‌ها قدرت بیشتری یافتند.
- ۲۰۰۴: تونی بلر و آهرن نشستی به منظور دستیابی به توافق برگزار کردند. مبارزان ارتش آزادی‌بخش از عکس‌برداری از خلع سلاح شان جلوگیری کردند.
- ۲۰۰۵: پس از آنکه تیمبر نتیجه ضعیفی در انتخابات پارلمان به دست آورد، از سمت رهبری حزب متبوع استعفاء داد. ارتش آزادی‌بخش متعهد شد که خلع سلاح شود و در روند صلح ایرلند شمالی شرکت کند.

## تقسیمات کشوری

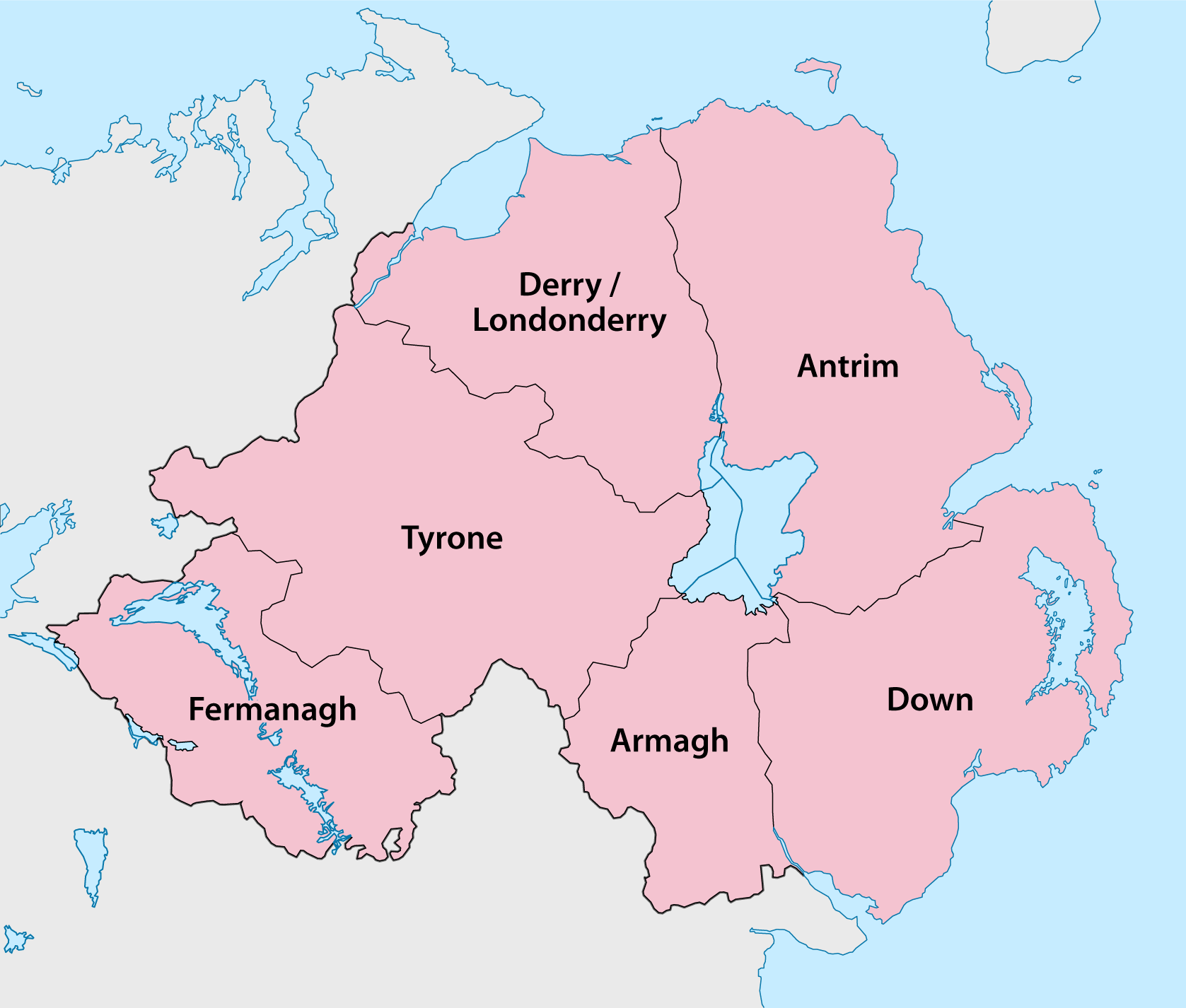
تقسیمات سیاسی در ایرلند شمالی